# Etnologi

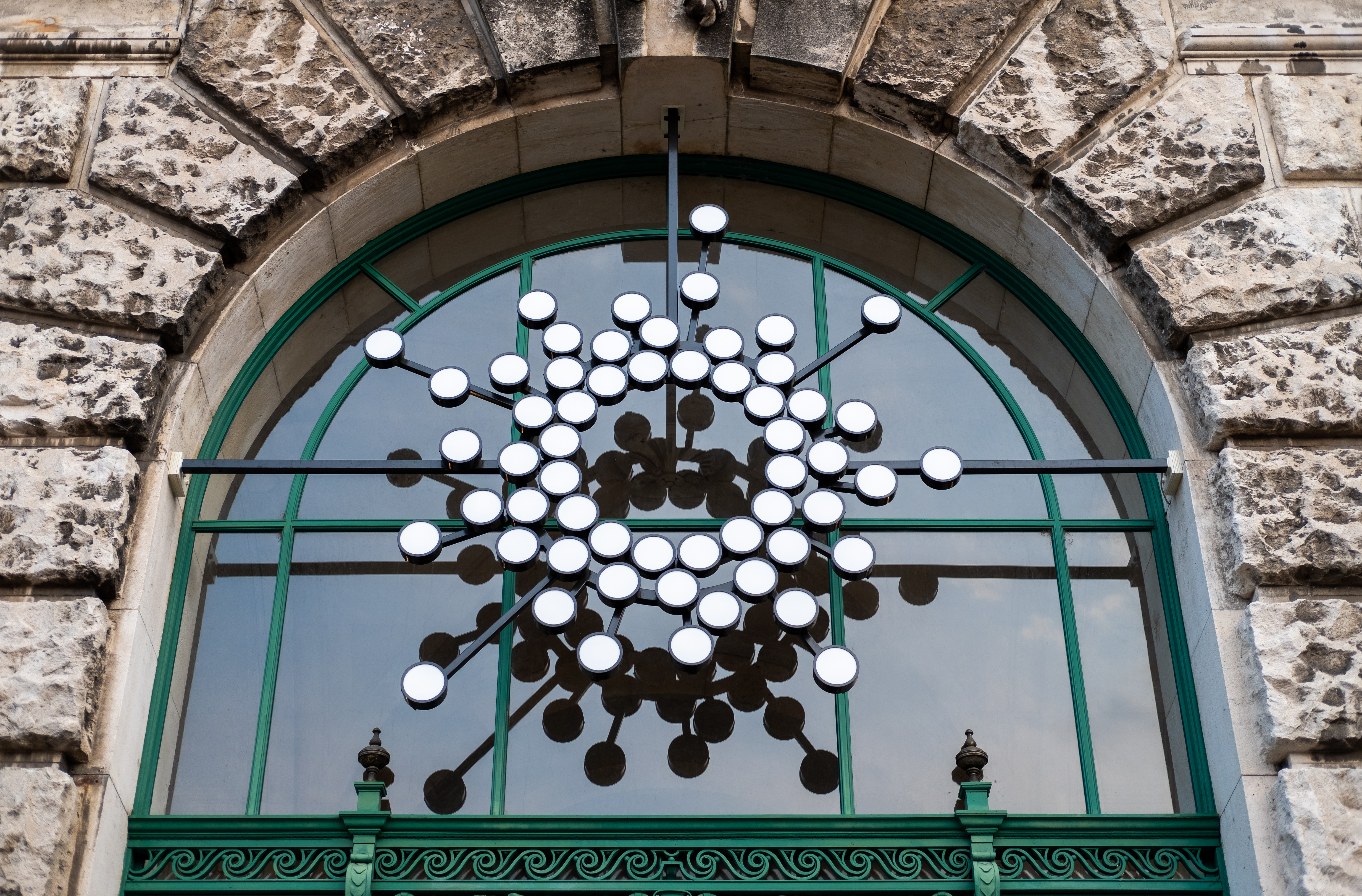
Fasaden till Museum of Ethnology i Österrike.

Etnologi (från grekiskans ethnos, folk, och logia, vetenskap, med andra ord: läran om folk) är studiet av människor som kulturvarelser i grupp. Termen etnologi introducerades av naturforskaren och arkeologen Sven Nilsson (1787–1883). När etnologi introducerades som ett universitetsämne benämndes det som nordisk och jämförande folklivsforskning. På 1970-talet återgick ämnet till sin ursprungliga benämning etnologi
Etnologi är en kulturvetenskap och begreppet kultur används flitigt inom ämnet. Det är ett väldigt brett begrepp som har många definitioner , exempelvis:
”...koder, föreställningar och värden som människor delar (mer eller mindre, medvetet eller omedvetet) och som de kommunicerar och bearbetar i socialt handlande." 
”Kulturen är en spegling av den rådande samhällsstrukturen, men inte en död, mekanisk avspegling."  Kultur är med andra ord något som ständigt är i förändring.
Den svenska etnologin inriktar sig både på det egna samhället och det västerländska kulturområdet. Etnologer utgår från ett inifrånperspektiv och försöker förklara och förstå människors handlingar och tankesätt, bland annat genom att titta på uppväxtmiljö, klassbakgrund och kön. En etnologs uppgift är att studera människors beteenden i sociala situationer. Fokus ligger på det som anses vara naturligt och självklart, som att inte prata för högt på tunnelbanan eller tränga sig före i en kö. Det tas också hänsyn till yttre faktorer som till exempel politiska och ideologiska förhållanden. Etnologens verktyg för att bedriva forskning är många. Det kan handla om observationer i levande miljöer, fältstudier och intervjuer. Massmedier och samhällets uttryck utgör även de underlag för arbetet.

## Historik

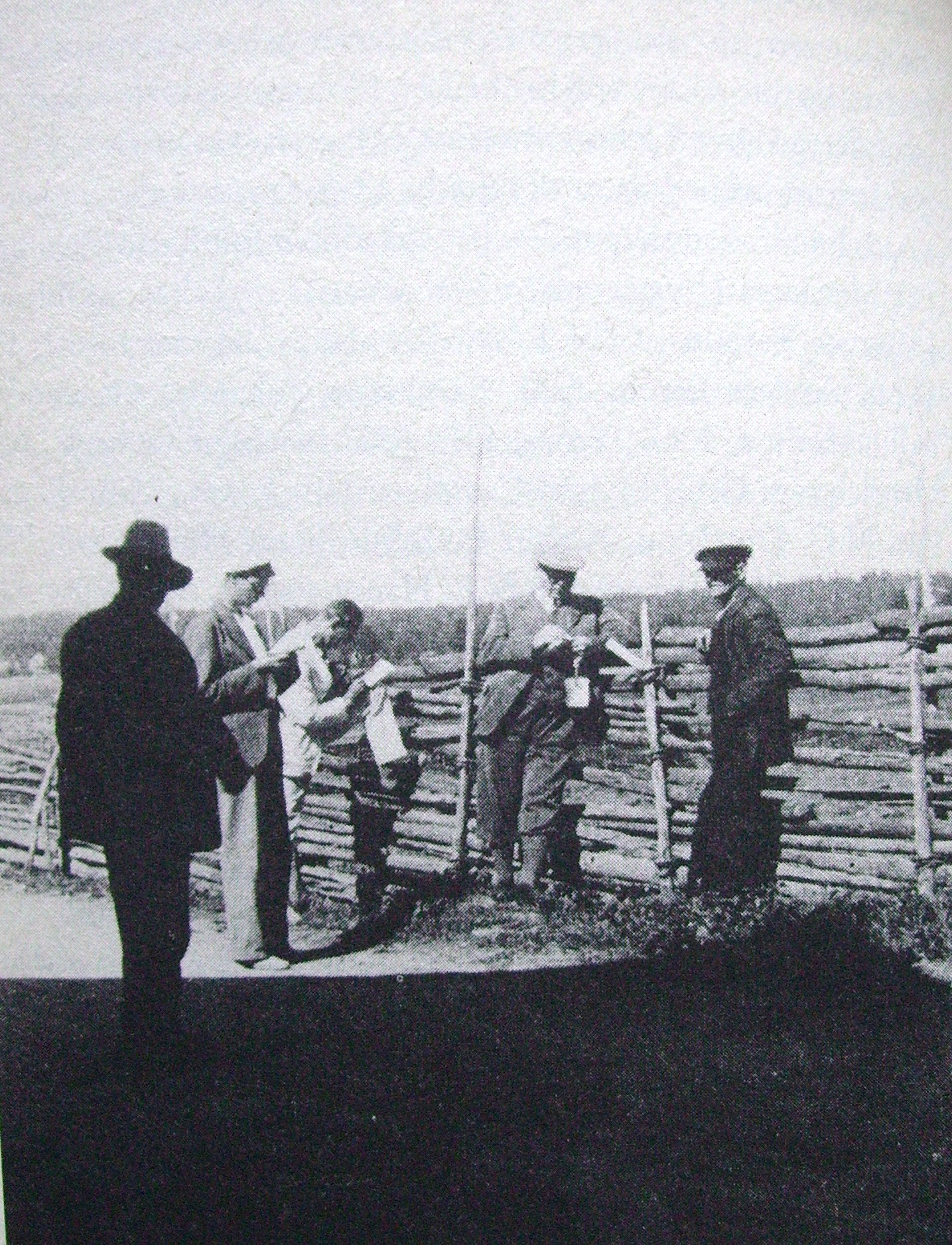
Sigurd Erixon i fältarbete i Småland 1934.

### Folklivsforskning
Det som idag benämns som ”etnologi” kallades från början för folklivsforskning. Folklivsforskningen fick fart med de nationalromantiska strömningarna i Europa under tidigt 1800-tal, eftersom det var viktigt med en tydlig landsidentitet, med ett kulturarv, en delad historia och gemensamma traditioner. Detta begrepp var knutet till Nordiska museet där man koncentrerade sig framförallt på allmogekulturen. Syftet med folklivsforskning var att bevara den gamla traditionen som utgjordes av bondesamhället innan Industrialiseringen kom på 1870-talet. Man fokuserade på hur bönder levde, vilka resurser de hade och vilka verktyg de använde sig av. Man kartlade och bevarade allt detta. Med tiden ändrades samhället och därmed kom folklivsforskning att utvecklas till etnologi. Namnbytet kan ses som att den folkloristiska profileringen av tjänsten försvann. Margareta Hallberg talar om hur det moderna förortslivet var en intressant aspekt. Med detta menade hon att det fanns några antropologer som bosatte sig i bysamhällen, de studerade språket och försökte kartlägga deras forskningsobjekt. Denna metod inspirerade etnologers fältarbete.
Folklivsforskningen fick sitt fäste först vid universiteten i Lund och Stockholm. En viktig folklivsforskare var Carl Wilhelm von Sydow som arbetade i Lund och grundade Folklivsarkivet. von Sydow delade in folklivsforskningen i två vetenskaper – folkminnesforskning och allmogeetnografi. Folkminnesforskningen var studiet av den andliga kulturen: folktro, folksed och folkdikt. Allmogeetnografin ägnade sig åt bondesamhällets materiella kultur. Till exempel hur man bodde, vilken inredning man hade och vilka verktyg man använde sig av. Tillsammans skulle de båda inriktningarna bevara den nationella allmogekulturen.
Som eget universitetsämne föddes folklivsforskningen då en docentur för Sven Lampa 1909 inrättades vid Uppsala universitet. På grund av innehavarens sjukdom kom den endast att bedrivas några få år. Mer betydelsefullt blev då 1918 den Hallwylska professuren i Nordisk och jämförande folklivsforskning (från 1971 i Etnologi, särskild europeisk) inrättades vid Nordiska museet inrättades. Professuren kom från 1978 att kopplas till Stockholms universitet. Då ämnet 1926 blev examensämne vid Uppsala universitet blev namnet Nordisk etnologi. Etnologi var då samma sak som allmogeetnografi. Även då ämnet senare inrättades vid Göteborgs högskola fick ämnet namnet Nordisk etnologi. 1946 inrättades en professur i Folklivsforskning i Lund, med inriktning mot etnologisk verksamhet, och 1948 inrättades en professur i Uppsala med inriktning mot folkloristik. Professurerna var kopplade till ULMA respektive Dialekt och ortnamnsarkivet i Lund.
Den tidiga folklivsforskningen influerades av två stora kulturteorier – evolutionismen och diffusionismen. Dels försökte man fånga människans kulturutveckling i olika led (evolutionistiskt). Man försökte också ordna kulturer i ett sammanhängande system med historiska och geografiska spridningskartor (diffusionistikt).
Carl Wilhelm von Sydow själv var inriktad på folkminnesforskning. I Stockholm fanns arkeologen och etnologen Nils Lithberg som blev professor i "nordisk och jämförande folklivsforskning" år 1919. Nils Lithberg var allmogeetnograf dokumenterade och skrev om vikten att forska kring enkla, vardagliga föremål som mjölkpallar och mortlar. Dessa objekt skulle fungera som spårelement i kartläggningen av den svenska kulturen (B. Ehn, O.Löfgren Vardagslivets etnologi 1996).
Då Sverige var ett sent utvecklat och sent industrialiserat land utan kolonier runt om i världen kunde fokus läggas på den egna bondesamhället/kulturen. I Sverige kunde detta bondesamhälle studeras och kartläggas av folklivsforskare/etnologer som blev aktiva i den inhemska bonde- och landsbygdskulturen. Detta var en stor anledning till att etnologin kunde utvecklas snabbare i Sverige än till exempel Frankrike eller England som ägnade mycket tid på att studera folken/kulturerna i sina kolonier. (Billy Ehn - Orvar Löfgren : "Vardagslivets etnologi" 23-24.)
Insamlandet var inriktat på materiella ting och gårdsritningar. Det var nog välbehövligt av den anledningen att folklivsforskningen som vetenskap var tvungen att etablera sig i universitetsvärlden. Behovet av att visa faktiska och synliga resultat var nödvändigt för forskningsanslag med mera. Samtidigt byggdes det upp flera arkiv som är värdefulla för förståelsen av det forna Sverige. De evolutionistiska och diffusionistiska perspektiven förfinades och utvecklades i kulturområdesforskningen under perioden 1920–1960, som även övergick till rena studier av innovationsförlopp och nyhetsspridning, både i bondekulturen och den tidiga industrialismens samhälle. Den typiska avhandlingen i 1950-talets svenska folklivsforskning var en studie av ett kulturelements spridning i tid, rum och social miljö – en folksaga, ett jordbruksredskap, en festtradition.

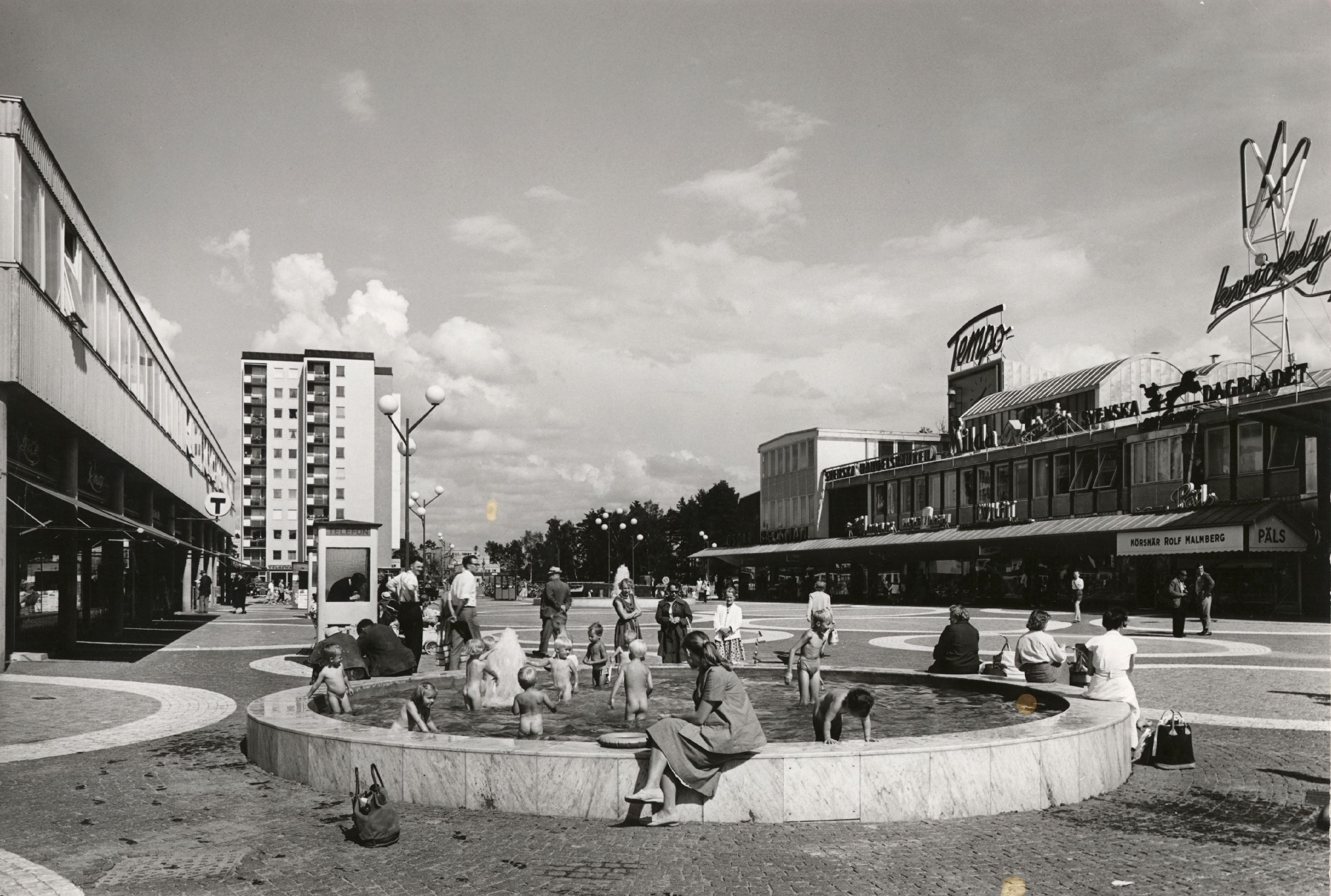
Vällingby centrum.

Under 1930- och 1940-talet, efter pionjnärer som Lithberg och Von Sydow, så kom "ämnesbyggare" och organisatörer som Sigfrid Svensson (Lund, 1946) och Sigurd Erixon (Stockholm, 1934) att vända ämnet mot en mer "museimannautbildning". De lade då störst vikt på att kartlägga svenska kulturområden och spridningsmönster. Detta är vad man kan kalla för etableringsfasen av folklivsforskningen. Något som år 1946 bekräftades genom att man ändrade benämningen från folkminnesforskning till folklivsforskning och Sigfrid Svensson blev ämnesföreträdare.

### Samtidsforskning
Från och med 1960-talet har folklivsforskningen övergått till samtidsforskning, därav en av orsakerna i namnbytet år 1972 till etnologi, som blev benämning på det examensämne som tidigare kallades för folklivsforskning. Etnicitetsforskningen börjar intressera alltfler bland annat på grund av den stora invandringen från länder som Finland och i USA på grund av sin komplicerade etniska uppbyggnad. 1960-talets etnologer intresserade sig ofta för frågor kring sed, samhällsstruktur och social organisation med funktionalismen som perspektiverande teoribildning. Funktionalismen lade grogrunden för lokalstudierna under 1960- och 70-talen, efterhand med en interaktionistisk profil.
En av de mest lästa svenska etnologerna är Bengt af Klintberg, som bland annat författat boken Råttan i pizzan, vilken fokuserar på urbana myter eller vandringssägner.

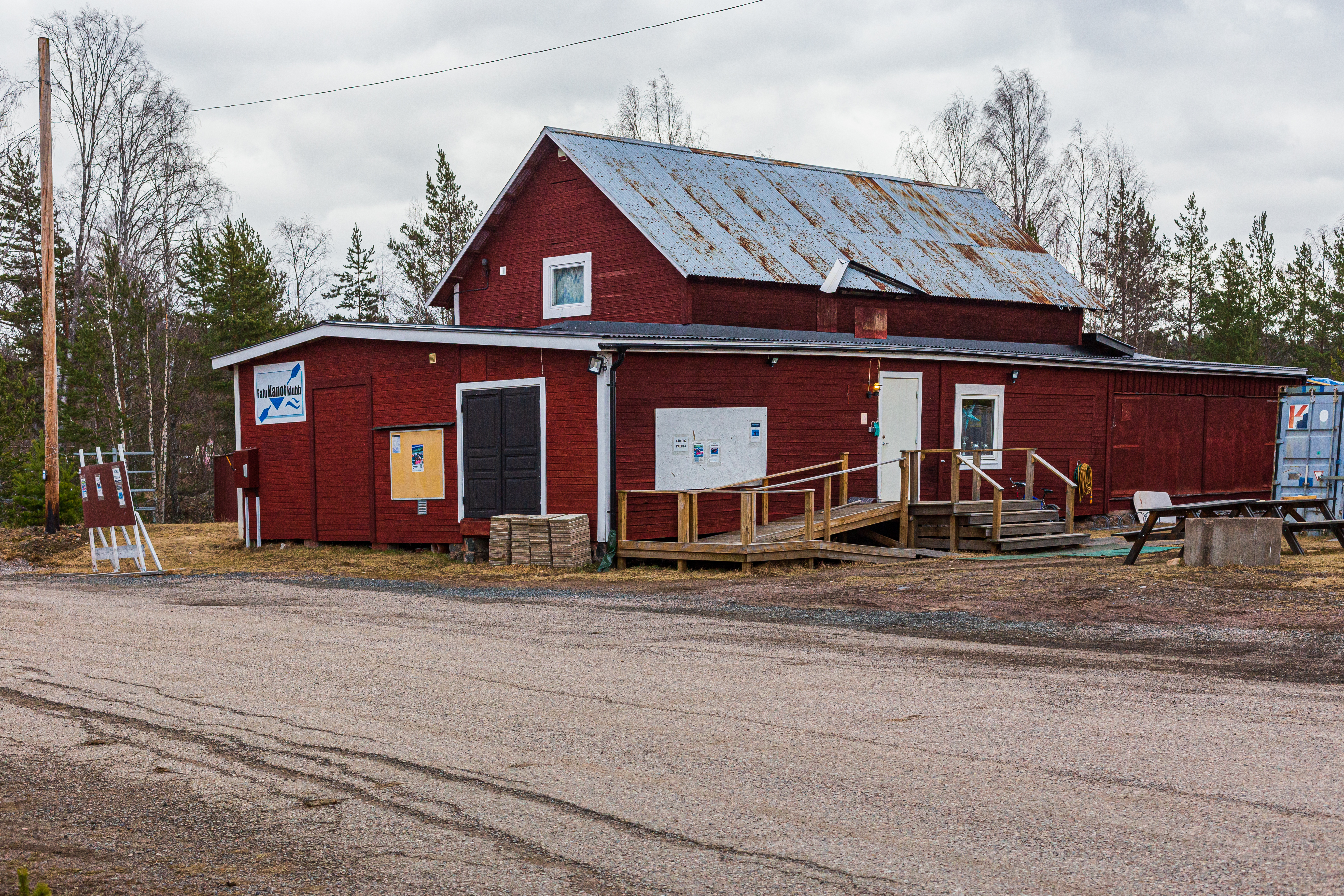
Falu kanotklubb.

### Lokalstudier
1970-talets avhandling var en lokalstudie med betoning på det sociala livet. Då var det många som påverkades av framförallt socialantropologins långvariga (ofta åratals) studier av överblickbara småsamhällen och folkgrupper och man letade upp mer eller mindre exotiska lokalsamhällen för att utforska dem med intervjuer och deltagarobservation. Åke Dauns Upp till kamp i Båtskärsnäs (1969) bildade skola för framtida etnologer. Lokalsamhället kunde vara ett brukssamhälle, en fabrik, ett kontor, en långvårdsavdelning, ett villaområde eller en förort.
När man på 1970-talet valde att studera lokalsamhället skedde det nästan alltid med en frågeställning som gällde kulturell gemenskap och med en teoribildning som var lämpad att lyfta fram: den symboliska interaktionismen. (den sociala interaktionen mellan ett fåtal människor)… och på hur verkligheten uppfattas av dessa (det fenomenologiska aktörsperspektivet).

### Marxismen

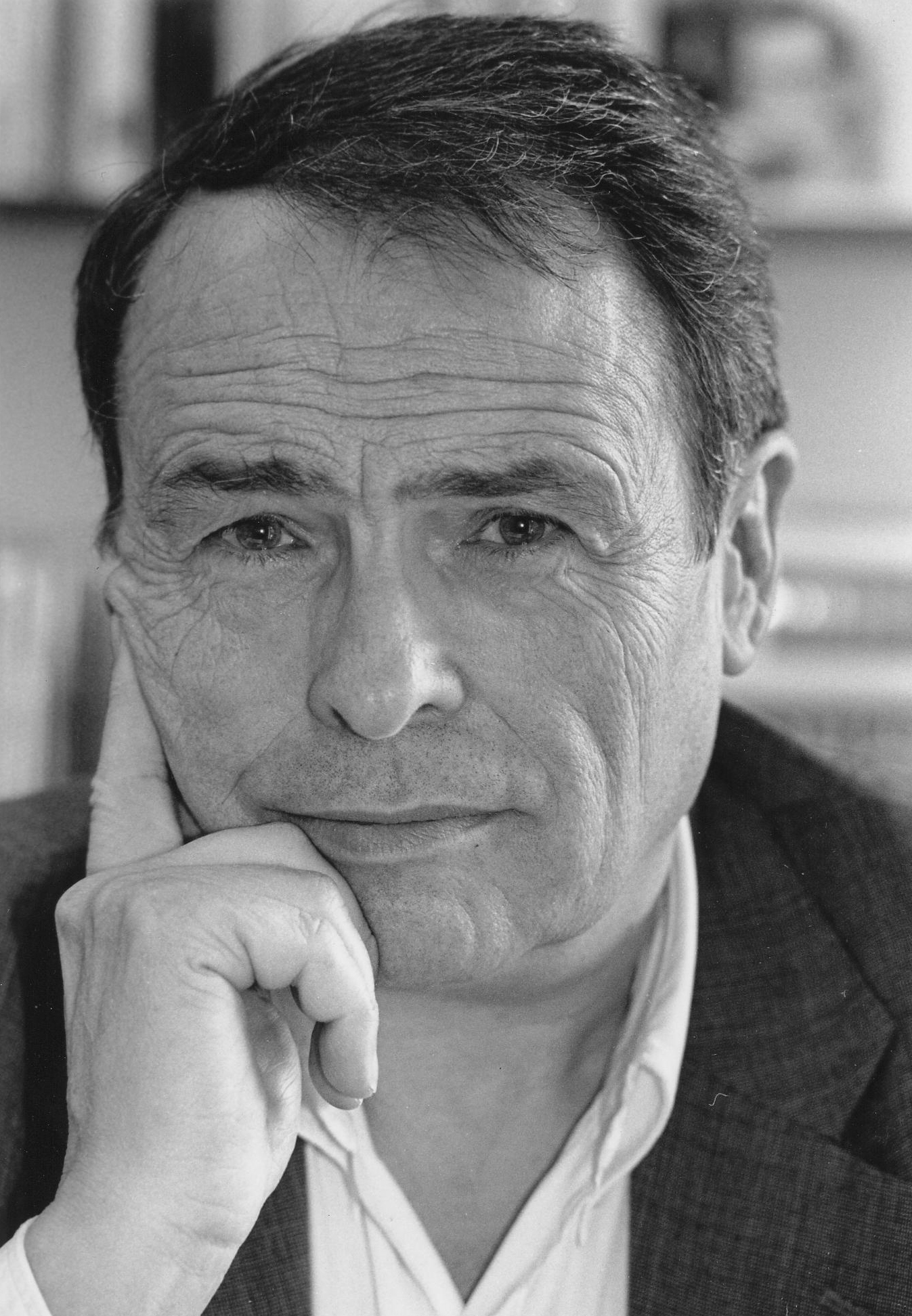
Pierre Bourdieu, 1996.

När marxistisk, eller historiematerialistisk, teori importerades konkretiserades den oftast i studier av arbetarkultur och frågor kring kulturell dominans eller försvarskamp. På samma sätt länkades ofta intresset för modernitet samman med ungdomskultur och identitetsbygge, medan de postmoderna strömningarna kopplades samman med studier av estetik, gestaltning och konsumtion.

### Kulturanalys
Under 1970-talet utvecklades den kulturanalytiska tradition som fortfarande dominerar, om än med ständigt ändrade teoretiska förtecken. Under 1970-talet hade etnologerna i stor utsträckning sagt farväl till föremålsstudierna, även om intresset för tingen kom tillbaka i slutet av samma sekel, men i helt nya former, till exempel ungdomars konsumtionsvanor. Etnologerna började också reflektera över sin egen forskarroll. Med inspiration från feministisk kulturteori kom studiet av genus och identitet att expandera mot 1980-talets slut.
Under 1980-talet kan man säga att det etnologiska synfältet vidgades genom inflytandet från internationell kulturforskning inom olika discipliner. ”Kulturanalysen” frigjorde ett annat sätt att tänka kring vad som var forskningsbart. Den lokala avgränsningen miste något av sin betydelse till förmån för historiska och kulturella processer. Klasskultur, kulturell förändring och kulturkonflikter blev nya dominerade teman för 1980-talets avhandlingsförfattare. Populära inspirationskällor för dagens teoretiker inom etnologi är bland andra idéhistorikern Michel Foucault och kulturantropologen Pierre Bourdieu.

### Etnicitetsforskning
Det tidiga 1990-talets typiska avhandling handlade gärna om en grupps identitetsbygge och gestaltning av sin särart. En stor del av dagens etnologiska forskning rör sig inom detta område.
Från att fokusera på hur kulturmönstren i de olika samhällen suddades ut och ersattes av nya så uppmärksammar idag de etnologiska studierna hur människor fungerar som kulturvarelser. Många forskare inriktar sig idag i etnicitetsfrågan och bedriver forskning kring det. 
Idag är det etnologerna, tillsammans med kultur- och socialantropologerna, som har i uppgift att förmedla kunskapen om de olika folkgruppernas kulturarv och etniska identitet. I och med den höga invandringen som skett i Sverige så har det kommit nya etniska grupper som lett till ett större behov av etnologisk forskning inom detta område.

## Etnologiska arbetssätt
Etnologer sysslar med fältarbeten på den plats där de människor de valt att studera rör sig. I ett fältarbete använder sig etnologen av olika metoder så som intervjuer, samtal och observationer. 

### Samtal och intervjuer
En etnolog kan syssla med både mer informella samtal och formella intervjuer. Båda har sina fördelar och nackdelar. I ett samtal med en person kan denna välja att ta upp mer triviala saker som kanske hade ansetts oviktiga att säga i en intervju. Detta kan ge inblick i detaljer som etnologen i en intervju hade gått miste om.
Att använda samtal som metod kan dock medföra vissa etiska problem. Om en person inte är medveten om att samtalet är ämnat för publicering kan mer privata och känsliga saker komma fram. Även om etnologen försöker anonymisera personen med fingerat namn, samt ibland yrke, kan denne ändå kännas igen av människor som redan känner personen i fråga.
En intervju medför ofta mindre etiska problem. De flesta som intervjuas brukar vara medvetna om att saker de säger är ämnade att publiceras, och därför välja att inte säga samma saker som i ett samtal. Den intervjuade kan tillrättalägga uppgifter för att anpassa sig dels till det den tror den som intervjuar vill höra, och även undvika att säga sådant som kan få en att framstå i dålig dager. En fördel med intervjuer är att man kan gräva mer på djupet än man kan i ett samtal. Genom följdfrågor och uppmuntran att berätta mer kan man få den intervjuade att reflektera och minnas saker som tidigare ansetts triviala, och även komma människor mer på djupet.

### Deltagarobservation
Deltagarobservation består av två delar, dels att delta och dels att observera. När man deltar gör man det för att uppleva samma sak som de man undersöker. När man observerar försöker man skaffa sig de olika former av kunskap som deltagaren och åskådaren får. När man genomför en deltagarobservation brukar man ofta både delta och observera. 
Under en observation kan man växla mellan öppen och fokuserad observation. Vid en öppen observation försöker man observera ”allt möjligt” för att få syn på saker man inte annars hade noterat, (Öhlander 1999) och vid en fokuserad observation testar man en eller flera hypoteser eller frågeställningar.
Att göra en observationsstudie har fördelar gentemot samtal och intervjuer. Vad människor gör, och vad de berättar att de gör, kan vara två skilda saker. (Ehn, 1996, s114 f) En ytterligare fördel med observationsstudier är att man kan observera beteenden som folk anser som så vardagliga och triviala att de aldrig skulle komma fram i ett samtal eller i en intervju.

### Dagens etnologer
Dagens etnologer bedriver ofta studier av nutida förhållanden, men det historiska perspektivet spelar stor roll vid tolkningen. Etnologin har därigenom på en gång en historisk och en samhällsvetenskaplig inriktning. Även om etnologerna i princip kan studera vilken epok som helst medför dock forskningsmaterialet och forskningsmetoderna vanligen en fokusering på 1800- och 1900-talen. Vissa etnologer arbetar dock mer kulturhistoriskt.